# Mount Sanford, British Columbia
Mount Sanford är ett berg i Kanada.   Det ligger i provinsen British Columbia, i den västra delen av landet, 4 000 km väster om huvudstaden Ottawa. Toppen på Mount Sanford är 1 827 meter över havet, eller 404 meter över den omgivande terrängen. Bredden vid basen är 8,5 km.
Terrängen runt Mount Sanford är huvudsakligen kuperad.Trakten runt Mount Sanford är nära nog obefolkad, med mindre än två invånare per kvadratkilometer.. Det finns inga samhällen i närheten.
Omgivningarna runt Mount Sanford är i huvudsak ett öppet busklandskap.